# H-II
H-II – japońska rakieta nośna produkowana przez firmę Mitsubishi w trzech wariantach: podstawowym, S i jego modyfikacji, z dwoma dodatkowymi silnikami stałopędnymi. Konstrukcja została szybko porzucona z powodu wysokich kosztów i zawodności. Bezpośrednio z rakiety H-II wywodzą się jej dwie odmiany. H-IIA i H-IIB. Ta ostatnia 10 września 2009 wyniosłą na orbitę pierwszy egzemplarz automatycznego statku transportowego HTV.
Poza fazę koncepcyjną nie wyszedł wariant o nazwie HIMES. Rakieta w tej konfiguracji miała składać się z 9 członów zerowych LACE, z silnikami LE-5, na ciekły wodór i ciekłe powietrze; członu H-2-1; członu HIMES. Jej ciąg miał wynosić 2167 kN, masa 183 700 kg, wysokość 50 metrów.

## Wariant podstawowy
Produkowany w latach 1994–1999, składał się z dwóch członów i dwóch rakiet dodatkowych, stopnia zerowego.

### Chronologia
1. 3 lutego 1994, 22:20 GMT; s/n TF1; miejsce startu: Centrum Lotów Kosmicznych Tanegashima (YLP-1), Japonia
Ładunek: Ryusei, Myojo; Uwagi: start udany
2. 28 sierpnia 1994, 07:50 GMT; s/n T2F; miejsce startu: Centrum Lotów Kosmicznych Tanegashima (YLP-1), Japonia
Ładunek: Kiku 6; Uwagi: start częściowo udany – ładunek nie osiągnął orbity geostacjonarnej z powodu niewłączenia się dodatkowego silnika LAPS, mającego umieścić satelitę na docelowej orbicie
3. 17 sierpnia 1996, 01:53 GMT; s/n 4F; miejsce startu: Centrum Lotów Kosmicznych Tanegashima (YLP-1), Japonia
Ładunek: Midori 1, JAS 2; Uwagi: start udany
4. 27 listopada 1997, 21:27 GMT; s/n 6F; miejsce startu: Centrum Lotów Kosmicznych Tanegashima (YLP-1), Japonia
Ładunek: TRMM, Kiku 7; Uwagi: start udany
5. 21 stycznia 1998, 07:55 GMT; s/n 5F; miejsce startu: Centrum Lotów Kosmicznych Tanegashima (YLP-1), Japonia
Ładunek: Kakehashi; Uwagi: start częściowo udany

## Wariant z silnikami pomocniczymi
Jednorazowa zmiana konfiguracji rakiety w wariancie podstawowym, polegająca na zastosowaniu dwóch dodatkowych silników stałopędnych, jako dodatku do dwóch stałopędnych członów rakietowych. Zwiększało to ciąg startowy do 4600 kN, a masę do 281 000 kg.

### Chronologia
1. 18 marca 1995, 08:01 GMT; s/n 3F; miejsce startu: Centrum Lotów Kosmicznych Tanegashima (YLP-1), Japonia

Ładunek: SFU, Himawari 5; Uwagi: start udany

## Wariant S
Konfiguracja rakiety H-II różniąca się użyciem 2. stopnia rakiety z silnikiem LE-5B, zamiast LE-5A.

### Chronologia
1. 15 listopada 1999, 07:29 GMT; s/n 8F; miejsce startu: Centrum Lotów Kosmicznych Tanegashima (YLP-1), Japonia

Ładunek: Himawari 6; Uwagi: start nieudany - awaria I członu